# Mazenzeledries

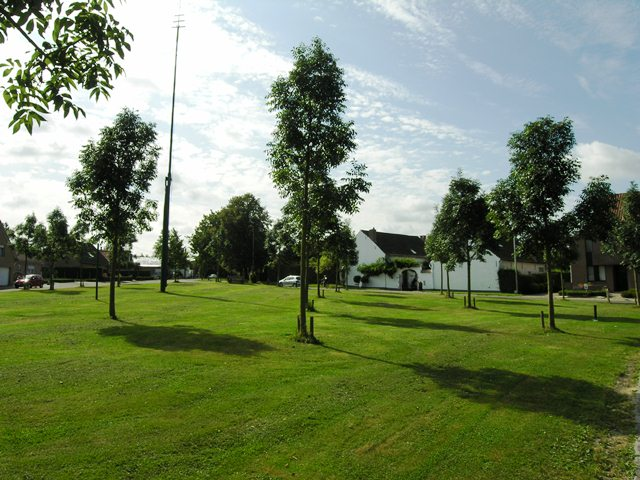
Mazenzeledries

De Mazenzeledries is een beschermd dorpsgezicht in de tot de Vlaams-Brabantse gemeente Opwijk behorende plaats Mazenzele.
Deze dries bestaat uit twee driehoekige pleinen die in het verlegde van elkaar zijn gelegen. De totale oppervlakte bedraagt 1,32 ha en de gemeenschappelijke basis bedraagt 200 meter.
Het meest noordelijke gedeelte (benedendries) is beplant met populieren en het zuidelijke deel (bovendries) is beplant met diverse loofbomen. Ten noorden van de benedendries ligt het akkercomplex Mazenzeelkouter.
De dries werd benut als drenkplaats voor het vee en als plaats voor de schuttersgilden om te oefenen. Er stond tot 1973 ook een kapel en het schuttersgilde verzorgde de beplanting.